# Clifford Ray
Clifford Ray (né le 21 janvier 1949 à Union, Caroline du Sud) est un entraîneur et ancien joueur de basket-ball. Pivot de 2,10 m, il joua trois de ses dix saisons en NBA avec les Chicago Bulls (1971-74) et les sept autres avec les Golden State Warriors (1974-81).

## Carrière
Ray a évolué à l'université de l'Oklahoma dont il est diplômé en arts. Sélectionné au 3e tour de la draft 1971 par les Bulls de Chicago, Ray était un solide défenseur et rebondeur. Ray fut nommé dans la NBA All-Rookie Team 1972 et fut le meilleur rebondeur de la NBA à la minute lors de ses deux premières saisons. Il passa trois saisons avec les Bulls, la meilleure étant la saison 1973-1974 où il réalisa des moyennes de 9,3 points et 12,2 rebonds par match.
Après la saison 1973-1974, Ray fut transféré aux Warriors de Golden State en échange du pivot Nate Thurmond. En 1975, les Warriors, menés par Rick Barry et entraînés par Al Attles, remportèrent le titre de champions NBA. Ils éliminèrent l'ancienne équipe de Ray - les Bulls de Chicago - en finale de la Conférence Ouest avant de battre les Bullets de Washington en Finales NBA.
Ray est l'un des rares joueurs à avoir disputé au moins dix saisons, à compiler plus de rebonds (6 953 en 784 matchs, soit une moyenne de 8,9 rebonds par match) que de points (5 821, soit une moyenne de 7,4 points par match) en carrière.
À l'issue de sa carrière de joueur, Ray devint entraîneur assistant aux Mavericks de Dallas en 1987. Il entraîna aussi en Continental Basketball Association, où il connut sa première expérience d'entraîneur à Fort Wayne Fury, remplaçant son ancien coéquipier Rick Barry à la tête de l'équipe à la fin de la saison. Par la suite, il intégra les Nets du New Jersey en tant qu'assistant, avant de rejoindre Golden State également en tant qu'assistant. Il fut également entraîneur assistant avec le Magic d'Orlando et travaille actuellement avec les Celtics de Boston.

## Mentor pour les « Big Men »
Lors de sa carrière d'entraîneur, Ray a supervisé de nombreux joueurs de grande taille, dont Chris Webber et Ben Wallace. Il a aussi collaboré avec Roy Tarpley, Dwight Howard, Jayson Williams, Erick Dampier, P. J. Brown, Adonal Foyle, Etan Thomas, Marc Jackson, DeSagana Diop, Al Jefferson, Mario Kasun, Michael Bradley. En mai 2006, Ray fut recruté par les Celtics de Boston pour travailler avec les grands gabarits Kendrick Perkins et Al Jefferson. Lors de l'intersaison, Ray et l'ancien joueur des Celtics Robert Parish dirigent le « Big Man Camp » à Bradenton, Floride, où ils travaillent avec de nombreux joueurs de grande taille pour les aider à progresser dans leur jeu.

## Sauvetage de dauphin
En 1978, Ray fut sous le feu des projecteurs pour une raison totalement différente : il aida à sauver la vie d'un dauphin. À Marine World, à Redwood City, Californie, lors de la maintenance d'un bassin, le dauphin, surnommé « Mr. Spock », avala une vis pointue. Le vétérinaire ne voulait pas prendre le risque de pratiquer une opération risquée alors que la vis se trouvait toujours dans l'estomac du dauphin, alors qu'elle était à portée. Il suggéra qu'il fallait de longs bras tels ceux de la star locale Ray (dont les bras mesuraient 114 centimètres de long). À l'aide de gants et de lubrification, il fut capable d'insérer son bras dans la gorge de Spock et récupéra la vis avant qu'elle ne cause de dommages plus sévères.
En décembre 2006, Bao Xishun, reconnu comme le plus grand homme vivant, sauva la vie de deux dauphins de la même façon que Ray.